# Christina E. Bannier
Christina E. Bannier (* 1974 als Christina E. Metz in Lich) ist eine deutsche Wirtschaftswissenschaftlerin und Hochschullehrerin. Seit 2016 ist sie Inhaberin des Lehrstuhls für Banking & Finance an der Justus-Liebig-Universität Gießen sowie wissenschaftliche Leiterin des Sustainable Governance Labs.

## Werdegang
Bannier studierte Volkswirtschaftslehre an der Justus-Liebig-Universität Gießen und erwarb dort 1999 ihr Diplom. Sie promovierte 2002 an der Universität Kassel und schloss 2006 ihre Habilitation (Venia Legendi in Volks- und Betriebswirtschaftslehre) an der Goethe-Universität ab. Während dieser Zeit verbrachte sie Forschungsaufenthalte u. a. an der London School of Economics and Political Science.
2006 übernahm Bannier vertretungsweise die Leitung der Professur für Finanzmarkttheorie an der Leibniz-Universität Hannover, bevor sie 2007 einem Ruf auf die Commerzbank-Stiftungsprofessur für Mittelstandsfinanzierung an der Frankfurt School of Finance & Management folgte. Sie übernahm von 2011 bis 2012 auch die Schirmherrschaft über das Finanzkompetenzprogramm „Geldverständlich“ der Commerzbank AG. Von 2011 bis 2013 hatte sie zudem die Leitung des Finance-Departments an der Frankfurt School inne. Von 2013 bis 2016 war sie Professorin für Corporate Finance an der Johannes Gutenberg-Universität Mainz und nahm 2016 den Ruf auf die Professur für Banking & Finance an der Justus-Liebig-Universität Gießen an.
Bannier ist Mitglied des Aufsichtsrats der DWS Group GmbH & Co. KG, der Eurex Clearing AG und der Clearstream Banking AG, wo sie auch das Risiko-Komitee leitet. 2022 gründete sie gemeinsam mit Julia Redenius-Hövermann die Expertengruppe "Leitlinien für Sustainable Governance im Mittelstand". Zudem ist sie Mitglied im Vorstand der Deutschen Vereinigung für Finanzanalyse und Asset Management (DVFA) sowie im Arbeitskreis „Leitlinien für eine nachhaltige Vorstandsvergütung“.  Zuvor war sie als Sprecherin des Nachhaltigkeitsbeirats der Evangelischen Bank, sowie als Beirätin des Bundesministeriums für wirtschaftliche Zusammenarbeit und Entwicklung und auch des Hessischen Ministeriums für Wirtschaft, Verkehr und Landesentwicklung tätig. 
Seit 2013 ist Bannier Research Fellow des Centers for Financial Studies (CFS) in Frankfurt, seit 2020 auch Mitglied im Beirat des Frankfurter Instituts für Risikomanagement und Regulierung (FIRM). Seit 2016 ist sie Mitglied des Editorial Boards des Journal of Business Economics (Springer), seit 2021 auch des Global Finance Journals (Elsevier), sowie seit 2022 des Management Review Quarterly und der ESGZ (Fachzeitschrift für Nachhaltigkeit & Recht). Von 2017 bis 2023 war sie Sprecherin des Forschungsnetzwerks „Behavioral and Social Finance & Accounting“ an der JLU Gießen. Von 2018 bis 2021 war sie geschäftsführende Direktorin des Gießener Graduiertenzentrums Sozial-, Wirtschafts- und Rechtswissenschaften (GGS) an der JLU.
Ihre aktuelle Forschungstätigkeit widmet sich den Bereichen Corporate Governance, Nachhaltigkeit, Compliance sowie Asset Management.

## Preise und Auszeichnungen
- 2022 Impact Award, Life Klimastiftung Liechtenstein und University of Liechtenstein
- 2018: Lehrpreis des Fachbereichs Wirtschaftswissenschaften, Justus-Liebig-Universität Gießen
- 2014: Innovatives Lehrprojekt der Gutenberg-Universität Mainz
- 2011: Financial Times Professor of the Week (November 24)
- 2008: Best Paper Award, Financial Markets and Portfolio Management
- 2006: Outstanding Paper Award, Deutsche Gesellschaft für Finanzwirtschaft
- 2004: Best Paper Award, Swiss Society for Financial Market Research
- Stipendiatin der Studienstiftung des deutschen Volkes

## Schriften (Auswahl)
- Vertragstheorie. Eine Einführung mit finanzökonomischen Beispielen und Anwendungen. Physica-Verlag, Heidelberg 2005, ISBN 3-7908-1573-X, doi:10.1007/b139033.
- Information dissemination in currency crise. Springer, Berlin u. a. 2003, ISBN 3-540-00656-7, (Zugl.: Univ. Kassel, Diss., 2002), doi:10.1007/978-3-642-55471-1.